# Roginos
Roginos (oficialmente y en asturiano: Roxíos) es una aldea perteneciente a la parroquia de Boal, en el concejo de Boal, comarca de Eo-Navia, Principado de Asturias, España.